# 3486 ord från Lars Winnerbäck
3486 ord från Lars Winnerbäck är ett album av Lars Winnerbäck, släppt på kassettband 1995. På framsidan av omslaget står texten "Till vännerna i Östergyllen..."

## Låtlista
Sida A
1. Vänta
2. Visan om frukosten
3. Lotteri
4. Balladen om Pippi, Rasmus och Ronja
5. Iväg till hemligheten
6. En kärleksdans

Sida B
1. 18:e balladen
2. Enkelt
3. Plastartiklar
4. Det vackraste världen har sett
5. Fru Hjärter Dam
6. Och sommaren fryser till is

Spår 1, 2, 3, 5, på sida A och 2, 4, 5, 6 på sida B finns också med som nya tolkningar på Risajkling. Spår 4 finns också på Rusningstrafik under namnet 'Balladen om konsekvenser'.
Låten 18:e balladen har ansetts som en modern pendang till Evert Taubes Sjuttonde balladen.[källa behövs]